# Корецька Наталія Анатоліївна
Наталія Анатоліївна Корецька (Пундик)  — нар.7 вересня 1976 року у м. (Хмельницький)  — українська акторка, журналістка. Зіграла понад 70 ролей в українських фільмах і серіалах.

## Життєпис
Народилася в акторсько-режисерській родині. Батько  — Пундик Анатолій Петрович  — режисер, мати Пундик (із дому Нагорняк) Алла Казимирівна  — акторка.
У 1981–1985 роках з родиною проживала у місті Полтава.

### Навчання і кар'єра
1985 переїхала у м. Харків.
З дитинства працювала на сценах Полтавського музично-драматичного театру ім. М. Гоголя, та Харківського академічного театру.
1996 вступила до Харківського інституту мистецтв на кафедру актор театру ляльок. По закінченню інституту була запрошена на роботу до Київського Академічного театру ляльок.
2003  — 2005 працювала у Верховній Раді України на посаді парламентської кореспондентки.
Кінокар'єру розпочала у 2003 році.
З 2023 року — акторка Київського академічного театру драми і комедії на лівому березі Дніпра (ролі: Тьоті Шури в «Хлібне перемир'я» Сергія Жадана; Куми Горпини в «Котигорошко» Наталії Ігнатьєвої.. З січня 2024 року працює над виставою «Син» за однойменною п'єсою Флоріана Зеллера.

### Родина
Одружена з актором Костянтином Корецьким, має дочку Софію Корецьку, яка також знімається у кіно.

### Фільмографія
- 2025 «Відпустка наосліп» (Україна);
- 2022 «Мати. Продовження» (Україна);
- 2021 «Я не вірю» (Україна), няня;
- 2021 «Таємне кохання. Повернення» (Україна), Люська — вдова Василя, буфетниця;
- 2021 «Різниця у віці» (Україна), Березня;
- 2020 «Пробудження кохання» (Україна), Іванова;
- 2020 «Стажер» (Україна);
- 2020 «Вірна подруга» (Україна), епізод;
- 2020 «Акушерка» (Україна), Люся;
- 2019—2020 «Великі Вуйки» (Україна), Марічка;
- 2019 «Ти мій» (Україна), Лора Бєльська — подруга та колега Катерини;
- 2019 «Таємне кохання» (Україна), Люська — дружина Василя, буфетниця;
- 2019 «Серце матері» (Україна), Оксана Валеріївна — кадровиця;
- 2019 «Улюблені діти» (Україна), Наталка — фельдшерка швидкої;
- 2018 «Чуже життя» (Україна), епізод;
- 2018 «Найкраще» (Україна), Світлана Карташова — мама Колі, прибиральниця;
- 2018 «Контакт» (Росія, Україна), епізод;
- 2018 «Паперовий літачок» (Україна), Тамара Потапова — сусідка;
- 2018 «Ангеліна» (Україна), Ірина Поліванова — мати Таї;
- 2017 «Субота» (Україна), рестораторка;
- 2017 «Дитина на мільйон» (Україна), епізод;
- 2017 «Протистояння» (Україна), Ніна — охоронниця на зоні;
- 2017 «Полуда» (Україна), Аврора — дружина Кузякіна;
- 2017 «Невиправні» (Україна), Ірина — колишня дружина Єгора;
- 2017 «Мій найкращий ворог» (Росія, Україна), покоївка;
- 2017 «Мама для Снігуроньки» (Україна), Валя-Снігуронька;
- 2017 «Обираючи долю» (Україна), Інна — кравчиня;
- 2016 «Запитайте в осені» (Україна), епізод;
- 2016 «Світлофор», Лопатіна — однокласниця (176 серія);
- 2016 «Підкидьки» (Україна);
- 2016 «Нитки долі» (Україна), епізод;
- 2016 «Майор і магія», Сінцова — вдова короля ломбардів;
- 2016 «Будинок на холодному ключі» (Україна), мама дівчинки;
- 2016 «Недотуркані» (Україна), Світлана — буфетниця ВР;
- 2016 «Два життя» (Україна), реєстраторка РАГСу;
- 2016 «Біженка» (Україна), Марія — тьотя Славіка;
- 2015 «Останній яничар» (Росія, Україна), Галя;
- 2015 «За законами воєнного часу» (Росія, Україна), Віра — коханка Сильного;
- 2015 «Маслюки»;
- 2014 «Останній москаль» (Україна), Марійка;
- 2014 «Поки станиця спить» (Росія, Україна), Галя;
- 2014 «Особиста справа» (Україна), епізод;
- 2014 «Шукаю дружину з дитиною» (Україна), продавчиня в зоомагазині;
- 2014 «Будинок з ліліями» (Росія, Україна), працівниця РАГСу;
- 2013—2014 «Сашка» (Україна), Ліда;
- 2013 «Вбити двічі» (Україна), лікарка Олесі;
- 2013 «Поцілунок!» (Україна), медсестра;
- 2013 «Метелики» (Україна), жінка в палаті;
- 2013 «Sev beni» (Люби мене Люби мене) (Туреччина, Україна), паспортистка;
- 2013 «Квиток на двох» (Україна), епізод;
- 2013 «Бідна Liz» (Росія, Україна), Таня;
- 2012 «Щасливий квиток» (Росія, Україна), клієнтка турфірми;
- 2012 «Жіночий лікар» (Україна), Інна Василівна — забобонна пацієнтка (10 серія «Чорна магія»);
- 2012 «Дорога до порожнечі» (Росія, Україна);
- 2012 «Брат за брата-2» (Росія, Україна), Катя — коханка Козина;
- 2011 «Чемпіони з підворіття» (Україна), Нінка;
- 2011 «Танець нашого кохання» (Росія, Україна), Каріна;
- 2011 «Добридень Мамо!» (Україна), Галя Кузіна;
- 2011 «Екстрасенси-детективи», Дмитрієва (13 серія);
- 2010—2013 «Єфросинья» (Росія, Україна), Настасья;
- 2010 «Сонцекруг» (Україна), вихователька інтернату;
- 2010 «За загадкових обставин» (Україна), директор магазину ветеранів (Фільм № 2 «Жорстоке кохання»);
- 2010 «Black sheep» (Паршиві вівці) (Україна), Єлизавета;
- 2010 «Маршрут милосердя»;
- 2009—2010 «За законом» (Україна), Віра Кудря;
- 2009 «Недоторкані» (Україна), Світлана;
- 2009 «Дві сторони однієї Анни» (Україна), епізод;
- 2008 «Уроки зваблення» (Україна, Росія), епізод;
- 2008 «Тяжкий пісок», епізод (2 серія);
- 2008 «Рідні люди» (Україна), Валентина;
- 2008 «Лід у кавовій гущі» (Україна), Люба;
- 2008 «Богуна. Адвокатські розслідування» (Україна), епізод;
- 2007 «Чужі таємниці» (Україна), Тетяна Миколаївна;
- 2007 «Ситуація 202» (Росія, Україна)

медсестра Ганна (Фільм № 2 «Страшна сила»);
- 2007 «Секунда до…» (Росія, Україна), епізод;
- 2007 «Тримай мене міцніше» (Україна), епізод;
- 2007 "Повернення Мухтара-4, дама (60 серія «Стажери»);
- 2006—2007 «Ангел-охоронець» (Україна), епізод;
- 2005—2006 «Сестри крові» (Україна, Росія), Таміла;
- 2005 «Присяжний повірений», епізод;
- 2005 «Королева бензоколонки 2» (Україна), епізод.